# Плащ Левитации
Плащ Левитации (англ. Cloak of Levitation) — это вымышленный предмет, фигурирующий в комиксах издательства Marvel Comics. Плащ Левитации изображен как мощный мистический элемент, который носит Доктор Стрэндж. Основное назначение плаща — дать его владельцу возможность левитировать и летать. Первое появление первого (синий) плаща было в Strange Tales #114 (Ноябрь 1963 года). Первое появление второго (красный) плаща была в Strange Tales #127 (декабрь 1964).

## Облик
У Доктора Стрэнджа было два совершенно разных Плаща, завещанных ему его наставником, Старейшиной: вздымающийся синий во весь рост синий плащ с незначительными способностями и заклинаниями, вплетенными в него, и более поздний красный плащ, который Стрэндж обычно и носил.
Оригинальный дизайн красного Плаща Левитации слегка модифицировался разными художниками с момента его создания; Это включает в себя «рога» вокруг воротника. Однако, по большей части, базовая форма и цветовая схема остались прежними. Плащ полный, с достаточной поверхностью, чтобы полностью покрыть Стрэнджа. Несмотря на то, что цветовая схема плаща несколько менялась с течением времени, основной цвет обычно более темный красный, часто с желтыми (золотыми) узорами вокруг границы и воротника. Большинство версий плаща также имеют поднятый воротник. У мантии есть способность изменять форму и оттенок в соответствии с волей владельца.

## История
Хотя почти ничего неизвестно о Плаще Левитации, прежде чем его отдать Доктору Стрэнджу, подозревается, что Плащ многовековой, поскольку он был в распоряжении Старейшины.
Первое появление красного плаща — в Strange Tales № 127, где, после того, как Доктор Стрэндж превалирует в битве с Дормамму, Старейшина, считая его достойным носить его, представляет его ему в качестве приза.
Плащ Левитации виден во многих сражениях, где он часто играет значительную роль. Хотя он чрезвычайно прочный, его несколько раз можно повредить. Из-за его мистического происхождения и свойств простое исправление плаща с обычной иглой и ниткой недостаточно. Вместо этого человек с большим знанием техники мистического плетения должен починить одежду, хотя, как испытание достоинства для Живого Трибунала, Стрэндж использует большое количество мистической энергии, чтобы восстановить плащ.

Именно из-за этих требований ремонта Стрэндж получает друга и ценного союзника. После того, как плащ поврежден в бою, он отправляется Энигармону Уиверу для ремонта. Когда он заканчивает ремонт плаща, он отсылает его обратно в руки Ринтра, его помощнику. Получив свой ценный плащ, Доктор Стрэндж предлагает Ринтре должность своего ученика, которую он принимает. Позднее сам Ринтрах получает первый, синий Плащ Левитации, отдельный предмет от красного.

В какой-то момент плащ становится больше, чем солнечная система, когда доктор Стрэндж противостоит Адаму Уорлоку, который сошел с ума от почти бесконечной силы и был одержим размерами..
Неправильное использование магии (которая включала связь с демоническим Зомом) заставляет судьбу доктора Стрэнджа, как Волшебника Высшего, оставаться в воздухе После нескольких дней бегства от злых сил Стрэндж контролирует передачу титула герою Доктору Вуду. Новый Волшебник получает плащ, теперь слегка модифицированный, как часть его нового статуса.

### Другие плащи
В то время как в большинстве сериалов Доктор Стрэндж носит один и тот же плащ и есть несколько случаев, когда он хранит свой традиционный плащ и использует вновь созданный плащ.
В первую очередь, после долгого пребывания в подземелье, Доктор вновь появляется в новом Плаще Левитации. Этот плащ больше похож на кимоно или халат.

После того, как его призвали в войну семи сфер, где он сражается в течение пяти тысяч лет, он возвращается в свое домашнее измерение, его кимоно-плащ в клочья. Он ремонтирует то, что осталось от этого Плаща, в третий плащ Левитации (иногда называемый «Шинель Левитации»), который имеет сходство с пальто.
Но после этого, однако, он оставляет свой новый плащ в пользу своего первоначального, традиционного Плаща Левитации.

## Альтернативные версии

### Age of Ultron
В альтернативной временной шкале без Хэнка Пима и без Видения Доктор Стрэндж помогает защитить Нью-Йорк с сильно поврежденным плащом. Несмотря на то, что он разорван, плащ все еще позволяет ему левитировать.

### Counter-Earth
У планеты противоземли, которая вращается против обычной Земли, есть версия доктора Стрэнджа, называемая Некромантом. У этого колдуна также есть плащ.

### Будущее Несовершенное
Плащ виден в графическом романе Халка «Future Imperfect». Проходит сто лет от «сейчас», после ядерной войны, изодранный плащ показан как один из многих предметов в доме мемориальной комнаты ассоциированного Халка Рика Джонса. Тот же плащ затем украден как часть сюжета Танатоса, версии Рика Джонса, который хотел стать окончательной версией самого себя. Благодаря другим версиям, включая пожилых людей, Танатос остановлен.

### Стражи Галактики
Плащ доживает до далекого будущего, на временной шкале Земли 691. Здесь Доктор Стрэндж передает свою мантию и плащ пришельцу-колдуну Крюгару. Иностранец носит его последовательно через его многочисленных выступлений.

### Перчатка Бесконечности
В альтернативной реальности, в которой задействована Перчатка Бесконечности, Танос использует Плащ, чтобы повесить Доктора Стрэнджа, вызвав его смерть. Это связано с основной серией, где Танос использует перчатку, чтобы контролировать всю реальность. Здесь Стрэндж не убит своим плащом.

### What If…
В действительности, когда Росомаха становится властелином вампиров, сильно ослабленный Доктор Стрэндж передает его плащ и Глаз Агамотто Карателю. Хотя мститель использует его в попытке убить всех вампиров, Росомаха разрывает Плащ и Глаз и убивает его.

### Росомаха: Старик Логан
Плащ виден в другом случае с трофеем, на этот раз принадлежащем Красному Черепу, одному из злодейских правителей пост-апокалипсиса Америки.

## Способности
Плащ Левитации, как следует из его названия, имеет первоочередную цель предоставить своему владельцу способность левитировать. Наибольшее преимущество заключается в том, что его носителю мало что нужно знать о мистических искусствах, чтобы управлять им, и носителю не нужно использовать какую-либо из его «мистических сил», чтобы управлять им. Хотя плащ на самом деле не имеет собственной воли, он, как известно, действует по воле своего владельца без команды, отвечая на мысль. В то время как максимальная скорость плаща неизвестна, было показано перемещение на дозвуковых скоростях. Максимальная несущая масса плаща также неизвестна, но доктор Стрэндж был показан с пассажирами. В мини-сериале «Клятва» предлагается, чтобы плащ проявлял получувственное поведение (например, скрывался в любимом шкафу).
В дополнение к Левитации плащ обладает способностями выше, чем у любого нормального предмета одежды. К ним относятся:
- Устойчивость к урону от стихий, физическая атака и мистические атаки (например, плащ выдержал прямой удар от зачарованного Асгардианского лома Вредителя).
- Возможность изменения формы для имитации других предметов одежды, таких как деловой костюм.
- Способность действовать по воле своего последнего владельца, даже когда он не находится в физическом контакте (или даже в той же комнате), что и владелец.
- Способность действовать как дополнительная конечность, схватывание, поражение или даже обертывание. Например, он выхватывает брошенный нож в выпуске 66[22].

## Другие работы
Отмеченное сходство плаща с плащом Доктора Стрэнджа записано в научно-популярной книге Caped Crusaders 101.

## Вне комиксов
- Плащ Левитации появляется в фильме «Доктор Стрэндж», выпущенном в 2016 году. Согласно президенту Marvel Studios Кевину Файги: Плащ позволяет ему летать, но не так, как могут летать Супермен или Тор, у него почти собственное сознание, этот плащ, который, опять же, дает нам супергероя с красным плащом[24]. В продолжение фильма, все маги наделены определенным древним мистическим артефактом, который выберет их в качестве своего хозяина, когда они вступят в свои полномочия. В случае со Стрэнджем, широкий Плащ Левитации стал его артефактом среди множества других собранных в Нью-Йорке Санктум Санкторум и сражался с приспешниками Дормамму и он приходит к нему на помощь, когда его тело было мертво и он чуть не был убит. Во время фильма, плащ позволяет Стрэнджу летать и умеет двигаться самостоятельно, чтобы нападать на других, кто угрожает его хозяину.